# Providence Saint Joseph Medical Center
Providence Saint Joseph Medical Center är ett sjukhus som är beläget på 501 South Buena Vista Street i Burbank, Kalifornien i USA. Sjukhuset är en del av Providence Health & Services och har totalt 446 sängplatser. Inte så långt ifrån sjukhuset, närmare bestämt på andra sidan gatan, ligger Walt Disney Company och dess studio, vilket betyder att dessa ställen ligger grannar med varandra. Det är även ackrediterat av Commission on Accreditation of Rehabilitation Facilities (CARF).